# Ciała skrobiowate
Ciała skrobiowate (łac. corpora amylacea) – materiały gromadzące się w wypustkach astrocytów w wyniku starzenia się. Występują w regionach podwyściółkowych, pod oponą miękką, dookoła naczyń, sznurach tylnych rdzenia kręgowego i są bogate w glikoproteiny. W barwieniu H-E są widoczne jako okrągłe, zasadochłonne ciałka, zbudowane z koncentrycznie ułożonych blaszek.
Występowanie:
- choroby neurozwyrodnieniowe
- zawały mózgu
- stwardnienie zanikowe boczne
- stwardnienie rozsiane
- zapalenia mózgu
- pierwotne guzy mózgu[2]